# 池田政休
池田 政休（いけだ まさやす）は、江戸時代中期の旗本。

## 略歴
正徳5年（1715年）、池田政職の子として誕生。幼名は勝之助。
享保17年（1732年）10月2日、遺領を継ぐが、寛保元年10月29日（1741年12月6日）、27歳で死去した。
跡を養子の政美（池田由道の三男）が継いだ。